# Parafia Świętej Trójcy w Piątku
Parafia Świętej Trójcy w Piątku – parafia należąca do dekanatu Piątek diecezji łowickiej. Erygowana w XIII wieku. Mieści się przy ulicy Jana Pawła II. Duszpasterstwo w niej prowadzą księża diecezjalni. Od 2005 roku proboszczem parafii jest ks. prał. dr Stanisław Poniatowski.

## Zasięg parafii
Do parafii należą wierni z następujących miejscowości: Balków Nowy, Balków Stara Wieś, Bielice, Błonie, Boguszyce, Broników, Górki Łubnickie, Górki Pęcławskie, Goślub I, Goślub II, Goślub Osada, Janków, Janowice, Janówek, Konarzew, Krzyszkowice, Łęka Nowa, Łęka Stara, Łubnica, Michałówka, Młynów, Orądki, Pęcławice, Piątek, Piekary Stare, Piekary Nowe, Pokrzywnica, Rogaszyn, Sułkowice I, Sułkowice II, Włostowice.